# Mia Büchele
Mia Büchele (* 7. Oktober 2003 in Riedlingen) ist eine deutsche Fußballspielerin, die beim Hamburger SV unter Vertrag steht.

## Karriere

### Vereine
Büchele begann das Fußballspielen in ihrer Geburtsstadt Riedlingen beim dort ansässigen Mehrspartensportverein TSV Riedlingen. Nachdem sie mehrere Jahre für den SSV Ulm 1846 Fußball in einer Jungenmannschaft gespielt hatte, wechselte sie im Sommer 2018 in die Jugend des Bundesligavereins SC Freiburg. In knapp zwei Jahren bestritt sie 26 Spiele für die B-Jugendmannschaft und schoss dabei sieben Tore, ehe sie am 7. Juni 2020 beim 6:0-Sieg der Schwarzwälderinnen über den FF USV Jena in der 64. Minute für Hasret Kayikçi eingewechselt wurde. Im Oktober 2020 fiel Büchele aufgrund einer Knieverletzung zwei Monate aus. In der Bundesligabegegnung MSV Duisburg – SC Freiburg am 14. März 2021 (15. Spieltag) erzielte sie beim 2:1-Sieg mit dem Führungstor zum 1:0 in der 20. Minute ihr erstes Bundesligator.
Die Rückrunde der Saison 2022/23 spielte sie auf Leihbasis für den Schweizer Erstligisten FC Basel. In ihrem letzten Spiel für Basel erlitt Büchele eine Fußverletzung, die eine Operation nach sich zog, und kehrte im letzten Testspiel der Saisonvorbereitung auf den Rasen zurück. Nachdem sie in der Hinrunde der Saison 2023/24 lediglich zu acht Einsätzen in der Regionalliga Süd  gekommen war, wechselte sie im Februar 2024 zum Hamburger SV in die zweite Bundesliga. In der Saison 2024/25 schaffte sie mit dem HSV als Tabellendritter den Aufstieg in die Bundesliga und erreichte das Halbfinale des DFB-Pokals, wobei sie wettbewerbsübergreifend in 28 Spielen zum Einsatz kam und fünf Tore erzielte.

### Nationalmannschaft
Die Mittelfeldspielerin gab am 3. November 2017 bei der 1:6-Niederlage der U15-Nationalmannschaft gegen die USA ihr Nationalmannschaftsdebüt. Bis Mai 2018 absolvierte Büchele vier weitere Spiele für die U15-Nationalmannschaft, in denen ihr drei Tore gelangen. 2019 folgten sechs Tore in acht Spielen für die U16-Nationalmannschaft, mit der sie im Juli 2019 das Turnier um den Nordic Cup gewann. Im September 2019 debütierte Büchele für die U17-Nationalmannschaft im Rahmen eines Vier-Nationen-Turniers. Mit der U19-Nationalmannschaft bestritt sie 2022 das Turnier um die Europameisterschaft und kam in allen drei Spielen der Gruppe B zum Einsatz.

## Erfolge
- Dritter Platz 2. Bundesliga 2025 und Aufstieg in die Bundesliga

- Nordic-Cup-Sieger 2019 (mit der U16-Nationalmannschaft)